# HD343932
HD343932 — хімічно пекулярна зоря спектрального класу B9, що має видиму зоряну величину в смузі V приблизно  9,7.
Вона  розташована на відстані близько 5623,4 світлових років від Сонця.

## Фізичні характеристики
Телескоп Гіппаркос зареєстрував фотометричну змінність  даної зорі з періодом    3,67 доби в межах від  Hmin= 9,85 до  Hmax= 9,68.